# ديفيد أرماند
ديفيد أرماند (بالإنجليزية: David Armand)‏ (1980، نيو أورلينز في الولايات المتحدة)؛ روائي أمريكي.